# Teoria CHC
La teoria CHC o teoria Cattell-Horn-Carroll és un model per descriure i mesurar la intel·ligència que rep el nom dels seus creadors, Raymond Cattell, John L. Horn i John Carroll, i que suposa l'aproximació més detalla des dels models factorials per quantificar les diferències individuals en diferents capacitats mentals. Parteix dels tres nivells considerats a la teoria dels trets estrats i li afegeix la reconceptualització de les habilitats cognitives extretes de diferents proves de competència, a partir de l'anàlisi factorial de les característiques mesurables associades a individus intel·ligents en diferents dominis. Es considera la teoria amb més base científica per la base empírica dels resultats dels diferents tests que donen com a resultats els índexs d'intel·ligència.
La teoria CHC afirma que la intel·ligència global es basa en deu habilitats cognitives diferents i que és la puntuació en aquestes el que és rellevant i no la mitjana general, ja que les desviacions de resultats en cada habilitat permeten identificar individus més dotats que els altres o menys competents en un àmbit concret.
Les habilitats considerades per la teoria CHC són les següents:
1. coneixement de comprensió: inclou la capacitat de l'individu per usar aprenentatges passats, la profunditat i connexions d'aquests sabers i la seva potencial comunicació a altres persones. Inclou destreses com un lèxic ampli, capacitat per aprendre idiomes, fluïdesa verbal o informacions relacionades amb la cultura general emmagatzemada. S'executa amb la intel·ligència cristal·litzada i serveix per a comprendre situacions sobre la base de l'experiència prèvia.
2. raonament fluid: suposa la capacitat d'enfrontar-se a situacions desconegudes i reaccionar-hi ràpidament, inclou la capacitat de deducció i d'inducció a partir de dades de l'entorn per donar una resposta no automatitzada, així com la capacitat d'adaptació a la nova informació.
3. coneixement quantitatiu: es relaciona amb la competència matemàtica, la capacitat per operar amb xifres i relacionar magnituds.
4. capacitat de lectoescriptura: mesura la capacitat de llegir un text ràpidament, la comprensió lectora, l'habilitat en els jocs de paraules, el domini de l'ortografia i la capacitat de redactar.
5. memòria a curt termini: és l'habilitat de retenir informació i usar-la en períodes breus des de l'estímul inicial, i es mesura tant el tipus d'elements que s'emmagatzemen com la rapidesa en la seva activació immediata
6. memòria a llarg termini: inclou la capacitat de recordar informació al llarg del temps i de relacionar informacions entre si, així com la capacitat d'associació, l'originalitat, la flexibilitat mental i l'abstracció. Es relaciona estretament amb la capacitat d'aprenentatge en entorns d'educació formal.
7. processament visual: es refereix a l'habilitat d'extreure informació d'estímuls gràfics, la concepció espacial, la capacitat de discernir il·lusions òptiques, la capacitat d'operar amb mesures, l'anomenada memòria fotogràfica, el reconeixement de patrons gràfics o la rapidesa en visualitzar situacions descrites.
8. processament auditiu: habilitat en discernir sons, aprendre d'informació oral, sentit del ritme i oïda musical.
9. velocitat de processament: mesura la capacitat de càlcul mental, rapidesa lectora, agudesa i velocitat de la percepció. Inclou la possibilitat de mantenir l'atenció i la gestió de l'estrès mentre es duen a terme tasques de complexitat cognitiva. Es correlaciona positivament amb una alta competència en proves tipus test.
10. capacitat de prendre decisions: inclou la rapidesa en elegir entre opcions després d'avaluar-les